# Croix-Grosse
La Croix-Grosse est un menhir situé dans la commune de Sériers, dans le département français du Cantal.

## Protection
Il fait l'objet d'un classement aux monuments historiques depuis le 4 avril 1911.

## Description
Le menhir mesure 2,15 m de hauteur (hors croix) sur 0,55 m de largeur. Il est constitué d'un prisme de basalte qui a été prélevé à plus d'un kilomètre en contrebas.
Il a fait l'objet d'une christianisation par adjonction au sommet d'un bloc dans lequel une croix a été sculptée